# کاروانسرای شهیدآباد
کاروانسرای شهیدآباد مربوط به دوره صفوی است و در شهرستان خرم بید، بخش مشهد مرغاب، دهستان شهید آباد، ۳۰۰ متری جنوب شرقی روستای شهیدآباد واقع شده و این اثر در تاریخ ۷ اسفند ۱۳۸۶ با شمارهٔ ثبت ۲۱۴۴۹ به‌عنوان یکی از آثار ملی ایران به ثبت رسیده است.